# 시정촌
시정촌(市町村 시초손[*])은 일본의 기초지방공공단체인 시(市 시[*]), 정(町 조[*]), 촌(村 손[*])을 묶어 이르는 말이다. 광역지방공공단체인 도도부현과 함께 보통지방공공단체에 속한다. 특별지방공공단체인 특별구와 함께 묶어서 시구정촌(市区町村 시쿠초손[*]) 혹은 시정촌구(市町村区 시초손쿠[*])라고도 한다.

## 통계
2019년 2월 15일 기준 시구정촌의 수는 다음과 같으며 촌의 수에 러시아가 실효 지배하고 있는 홋포 지역의 6개 촌은 포함되어 있지 않다.
| 기초지차체  | 기초지차체  | 기초지차체 | 수    |
| ----------- | ----------- | ---------- | ----- |
|             |             | 시         | 792   |
| 정          | 743         |            |       |
| 촌          | 183         |            |       |
| 시정촌 합계 | 시정촌 합계 | 1,718      |       |
| 특별구      | 특별구      | 23         |       |
| 총계        | 총계        | 총계       | 1,741 |

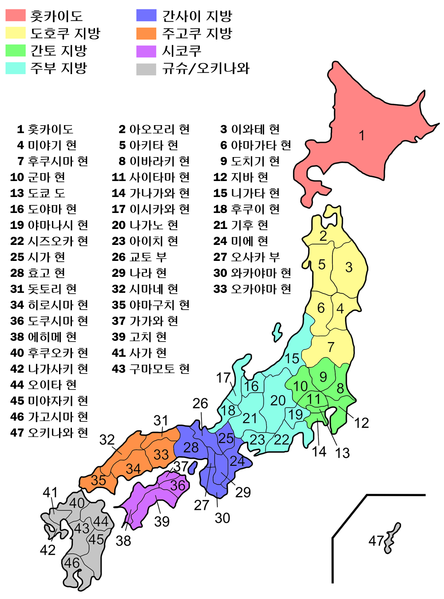

한편 일본 총무성이 정리한 2023년 3월 기준 도도부현별 시정촌 수는 다음과 같으며 홋카이도의 촌의 수에는 러시아가 실효 지배하고 있는 홋포 지역의 6개 촌은 포함되어 있지 않다.
| 도도부현   | 도도부현 | 기초지자체의 수 | 기초지자체의 수 | 기초지자체의 수 | 기초지자체의 수 | 기초지자체의 수 |
| 도도부현   | 도도부현 | 시              | 정              | 촌              | 합계            |                 |
| ---------- | -------- | --------------- | --------------- | --------------- | --------------- | --------------- |
| 홋카이도   |          | 35              | 129             | 15              | 179             |                 |
| 아오모리현 |          | 10              | 22              | 8               | 40              |                 |
| 이와테현   | 14       | 15              | 4               | 33              |                 |                 |
| 미야기현   | 14       | 20              | 1               | 35              |                 |                 |
| 아키타현   | 13       | 9               | 3               | 25              |                 |                 |
| 야마가타현 | 13       | 19              | 3               | 35              |                 |                 |
| 후쿠시마현 | 13       | 31              | 15              | 59              |                 |                 |
| 이바라키현 |          | 32              | 10              | 2               | 44              |                 |
| 도치기현   | 14       | 11              | 0               | 25              |                 |                 |
| 군마현     | 12       | 15              | 8               | 35              |                 |                 |
| 사이타마현 | 40       | 22              | 1               | 63              |                 |                 |
| 지바현     | 37       | 16              | 1               | 54              |                 |                 |
| 도쿄도     | 26       | 5               | 8               | 39              |                 |                 |
| 가나가와현 | 19       | 13              | 1               | 33              |                 |                 |
| 니가타현   |          | 20              | 6               | 4               | 30              |                 |
| 도야마현   | 10       | 4               | 1               | 15              |                 |                 |
| 이시카와현 | 11       | 8               | 0               | 19              |                 |                 |
| 후쿠이현   | 9        | 8               | 0               | 17              |                 |                 |
| 야마나시현 | 13       | 8               | 6               | 27              |                 |                 |
| 나가노현   | 19       | 23              | 35              | 77              |                 |                 |
| 기후현     | 21       | 19              | 2               | 42              |                 |                 |
| 시즈오카현 | 23       | 12              | 0               | 35              |                 |                 |
| 아이치현   | 38       | 14              | 2               | 54              |                 |                 |
| 미에현     |          | 14              | 15              | 0               | 29              |                 |
| 시가현     | 13       | 6               | 0               | 19              |                 |                 |
| 교토부     | 15       | 10              | 1               | 26              |                 |                 |
| 오사카부   | 33       | 9               | 1               | 43              |                 |                 |
| 효고현     | 29       | 12              | 0               | 41              |                 |                 |
| 나라현     | 12       | 15              | 12              | 39              |                 |                 |
| 와카야마현 | 9        | 20              | 1               | 30              |                 |                 |
| 돗토리현   |          | 4               | 14              | 1               | 19              |                 |
| 시마네현   | 8        | 10              | 1               | 19              |                 |                 |
| 오카야마현 | 15       | 10              | 2               | 27              |                 |                 |
| 히로시마현 | 14       | 9               | 0               | 23              |                 |                 |
| 야마구치현 | 13       | 6               | 0               | 19              |                 |                 |
| 도쿠시마현 |          | 8               | 15              | 1               | 24              |                 |
| 가가와현   | 8        | 9               | 0               | 17              |                 |                 |
| 에히메현   | 11       | 9               | 0               | 20              |                 |                 |
| 고치현     | 11       | 17              | 6               | 34              |                 |                 |
| 후쿠오카현 |          | 29              | 29              | 2               | 60              |                 |
| 사가현     | 10       | 10              | 0               | 20              |                 |                 |
| 나가사키현 | 13       | 8               | 0               | 21              |                 |                 |
| 구마모토현 | 14       | 23              | 8               | 45              |                 |                 |
| 오이타현   | 14       | 3               | 1               | 18              |                 |                 |
| 미야자키현 | 9        | 14              | 3               | 26              |                 |                 |
| 가고시마현 | 19       | 20              | 4               | 43              |                 |                 |
| 오키나와현 |          | 11              | 11              | 19              | 41              |                 |
| 합계       | 합계     | 792             | 743             | 183             | 1,718           |                 |

시와 정은 모든 현에 최소 하나씩 존재하지만 촌은 소멸한 현이 있다. 쇼와 대합병 이후인 1962년 효고현에서, 1970년 가가와현에서 촌이 모두 소멸했으며 이후 헤이세이 대합병을 전후로 한 2004년~2006년에 11개 현에서도 촌이 소멸하면서 현재 촌이 없는 현은 총 13개다.

## 역사

### 「군구정촌 편제법」
에도 시대 때는 도시에는 가로마다 정(町 혹은 丁)이, 농촌에는 집락마다 촌(村)이 있었다. 메이지 시대에 접어들면서 호적을 만들기 위해 처음으로 구(区)를 설치했고 1872년 11월 10일에는 「대구·소구제」를 시행해 정촌을 폐지(혹은 무시)하고 기존의 구를 대구와 소구로 개편했다. 소구는 여러 정촌이 모여 이루어졌고 다시 소구가 여러 개 모여서 대구가 되었다. 대구와 소구는 기존 정촌의 이름을 무시하고 번호로 불렸다. 이들은 자치권이 부여되지 않아 중앙집권적인 모습을 강하게 띠었기에 반발이 심했다.
결국 정부는 1878년 7월 22일 「군구정촌 편제법」을 시행해 대구와 소구를 없애고 에도 시대와 비슷한 정촌을 되살렸다. 이와 함께 도쿄·교토·오사카 등 3부와 하코다테·나가사키·요코하마·고베·니가타 등 5항, 그 외 인구가 밀집했거나 교통의 요지에 해당하는 군(郡)에 구를 두었다.
부활한 정촌은 에도 시대 정촌의 이름과 구역을 물려받았다. 하지만 에도 시대의 정촌은 훗날 「정촌제」 시행 이후의 정촌의 오아자에 상당하는 작은 단위로 「정촌제」 시행 이후의 정촌과는 연결성이 크지 않다. 그래서 향토사학에서는 에도 시대의 작은 정촌이 지금의 큰 정촌으로 완전히 바뀐 것으로 취급하는 경우가 많다. 하지만 「시제」와 「정촌제」 그 자체가 대합병을 추진하기 위한 것은 아니었다.
한편 대도시에는 군에서 독립한 구가 설치됐는데 이는 나중에 시행되는 「시제」의 시(市)에 상당하는 것이었다. 이때 설치된 구는 시로 바뀌면서 이름이 유지되었다. 다만 도쿄·교토·오사카 등 3대 도시에는 2개 이상의 구가 설치되었는데 나중에 시행되는 「시제」의 구와 비슷하지만 이때는 여러 개의 구를 총괄하는 시에 상응하는 개념은 아직 없었다.
「군구정촌 편제법」에 따른 구정촌 설치는 지역별로 상이하게 진행됐으며 「군구정촌 편제법」을 폐지하고 「시제」와 「정촌제」를 시행한 뒤에도 여전히 「군구정촌 편제법」에 따른 구정촌이 한동안 유지된 지역도 있었다.

### 「시제」 및 「정촌제」
1888년 4월 25일에 공포된 「시제 및 정촌제」는 1889년 4월 1일부터 시행되었다. 「군구정촌 편제법」처럼 전국에서 동시에 시행되지 않고 늦게는 10개월 뒤에 적용된 곳도 있었다. 「시제 및 정촌제」는 1911년 「시제」와 「정촌제」로 분리되었다.
「시제」 및 「정촌제」하의 시정촌은 「군구정촌 편제법」하의 구정촌과는 다른 개념이었는데 이전과는 달리 법인격을 가진 지방공공단체로 규정되어 권한이 크게 늘어났다. 이때부터 도도부현과 함께 「일본 제국 헌법」이 규정한 지방 제도로 규정되었고 지방의 행정·경찰 사무를 집행하기 시작했다. 하지만 에도 시대와 같은 작은 규모의 정촌은 행정 능력이 부족했기에 「정촌제」를 시행하기에 앞서 대규모 합병을 추진했다. 이를 메이지 대합병이라 하는데 1888년 말에 71,314개가 있던 정촌이 1889년 말에는 15,820개로 격감하게 되었다. 이때부터 종래의 정촌을 오아자로 부르기 시작했다.
구는 일반적으로 시로 바뀌었다. 3대 도시에서는 시가 신설되어 구는 시 산하의 행정 구역으로 변모했다.

#### 예외
홋카이도·오키나와현·칙령으로 지정하는 도서 지역·외지는 「시제」 및 「정촌제」의 적용을 받지 않았다. 이들 지역에선 시 대신 여전히 구가 있기도 했으며 구정촌이 기초 자치체의 역할을 담당했다. 다른 지역에선 시나 구가 아예 없고 정촌만이 기초 자치체의 역할을 수행했다.
홋카이도청에는 1897년 5월 29일 공포된 「홋카이도구제」와 「홋카이도 1·2급 정촌제」에 따라 1899년 10월 1일에 구, 1900년 7월 1일에 1급 정촌, 1902년 4월 1일에 2급 정촌이 설치됐다. 1급 정촌은 본토의 「정촌제」하 정촌과 비슷했지만 2급 정촌은 정촌장을 직선으로 뽑지 않았고 자치권도 제한되어 있었다. 2급 정촌은 1943년 3월 지정 정촌으로 바뀌었다가 1946년부터 급수의 차별을 없앴다. 한편 도시부에 설치된 구는 1922년 8월 1일 모두 시로 바뀌었다.
오키나와현의 도시부인 나하와 슈리에는 1896년 4월 1일에 시행된 「오키나와현구제」에 따라 나하구와 슈리구가 설치됐다. 나머지 지역에는 1907년 3월 16일에 공포되고 1908년 4월 1일에 시행된 「오키나와현 및 도서 정촌제」에 근거해 정촌이 설치됐다. 이후 1920년 오키나와의 정촌은 본토의 「정촌제」하 정촌으로 이행했고 기존의 「오키나와현 및 도서 정촌제」는 「도서 정촌제」로 개편됐다. 1922년 5월 20일 나하구와 슈리구가 각각 나하시와 슈리시로 바뀌었다. 제2차 세계 대전이 끝난 뒤인 1946년 1월 29일에는 오키나와가 일본에서 분리됐다.
「시제」 및 「정촌제」의 적용을 받지 않는 도서 지역은 칙령으로 정한다고 규정했는데 이 칙령은 1889년 1월 17일에 공포된 「「정촌제」를 시행하지 않는 도서 지정에 관한 건」(메이지 22년 칙령 제1호)이다. 도서 지역은 본토와는 상이한 제도가 적용됐는데 심지어 도서 지역끼리도 상이한 경우가 많았다.
시마네현의 오키 제도는 1904년 3월 12일 공포하여 5월 1일 시행된 「시마네현 오키국의 정촌 제도에 관한 건」(메이지 37년 칙령 제63호)를 통해 본토보다 15년 늦게 정촌제가 도입됐다. 가고시마현의 아마미 군도·도카라 열도, 나가사키현의 쓰시마섬, 도쿄부의 이즈오섬은 1908년 오키나와현과 함께 정촌이 설치됐다. 도쿄부의 하치조섬은 약간 늦은 10월 1일부터 시행했다.
가라후토청에는 1915년 6월 28일에 공포하여 8월 1일부터 시행한 「가라후토의 군정촌 편제에 관한 건」(다이쇼 4년 칙령 제101호)에 따라 정촌이 설치됐지만 내지의 정촌과는 달리 자치권이 없었다. 이 칙령은 「가라후토 정촌제」로 바뀌었는데 이 법률은 1929년 3월 27일 공포하여 7월 1일부터 시행했다. 「가라후토 정촌제」에 따라 종래의 정촌은 신법에 따른 정촌이 되었고 자치권을 획득했다. 이때부터 가라후토의 정촌도 홋카이도청처럼 1급 정촌과 2급 정촌의 구분이 생겼다. 1937년 3월 23일에 공포하여 6월 25일에 시행한 「가라후토 시제」에 따라 도요하라정이 도요하라시가 되었다.
가라후토청을 제외한 외지에는 정촌을 두지 않고 각 지역의 전통적인 행정 구역 단위를 계속 사용했다. 관동주에는 시외 회를 두었고 대만에는 시·가·장을, 조선에는 부·읍·면을 두었다.
한편 1943년 6월 1일에 공포한 「도쿄도제」가 7월 1일에 시행되면서 도쿄부와 도쿄시를 합병하여 도쿄도가 만들어졌다. 옛 도쿄시에 있던 시정촌이 사라지고 대신 도 직속인 도쿄도 구부로 재편됐다. 시정촌회를 계승해 구회가 설치됐지만 구장은 관선이었기에 자치권은 상당한 제약을 받았다.

### 「지방자치법」
1947년 5월 3일 「지방자치법」이 시행되면서 전국의 모든 시정촌은 「지방자치법」하의 시정촌으로 이행했다. 이때 자치권이 대폭적으로 확대됐다. 또한 그때까지 시정촌이 설치되지 않았던 하치조코섬도 처음으로 촌이 신설됐다.
도쿄도 구부는 폐지된 「도쿄도제」의 내용을 물려받아 시정촌으로 전환되지 않고 특별구로 전환됐다. 특별구는 구장을 주민 직선으로 선출하는 등 시에 준하는 지위를 부여받았지만 시정촌과 같은 보통지방공공단체가 아닌 특별지방공공단체로 분류된다.
1950년대와 2000년대에 각각 쇼와 대합병과 헤이세이 대합병이 있었다. 다만 메이지 대합병과 달리 제도상의 큰 개혁이 수반되지는 않았다.
쇼와 대합병과 도시화의 진전을 거쳐 전쟁 직후인 1947년에는 도시 거주 인구가 33%였는데 2000년에는 79%까지 급증했다. 2015년 국세조사 당시에는 일본 총인구의 91%가 시에 거주하며 9%만이 정촌에 거주하고 있었다. 한편 20세기까지는 일본 전체에서 정촌이 차지하는 면적은 70%를 넘었는데 수차례의 시정촌 합병을 거치면서 2015년 무렵에는 시가 57%, 정촌이 43%로 역전 현상이 일어났다.

## 요건

### 이행
정촌이 시가 되기 위한 요건은 「지방자치법」 제8조제1항에 규정되어 있다. 우선 인구가 5만 명을 넘어서야 하는데 1965년부터는 「시정촌의 합병 특례에 관한 법률」을 적용받는다면 3만 명 이상으로 족하다. 그 외 요건으로는 ▲중심 시가지에 전체 호수의 60% 이상이 거주할 것 ▲상공업과 기타 도시적 업종에 종사하는 사람, 그 사람과 같은 세대를 구성하는 사람의 수가 전체 인구의 60% 이상일 것 ▲소속 도도부현의 조례가 규정하는 도시 시설과 요건을 갖출 것이 있다.
촌이 정이 되기 위해서는 인구·산업별 취업 인구 비율·필요 관공서 등 소속 도도부현의 조례가 정하는 요건을 충족해야 한다. 따라서 그 기준은 도도부현마다 조금씩 다른데 일반적으로 인구 요건은 5,000명인 경우가 가장 많고 8,000명도 흔한 편이다.
촌이 되기 위한 요건은 별도의 규정이 없으며 정이 되기 위한 요건을 만족하지 못한 경우 자연스럽게 촌이 된다.
정촌이 시가, 혹은 정이 촌이 되기 위해선 관련 시정촌의 신청을 받아 소속 도도부현지사가 도도부현의회의 의결을 거친 뒤 총무상에 제출하는 절차가 필요하다. 다만 이행 요건을 갖추었다고 하여 승격을 해야 할 의무가 생기진 않는다. 실례로 이바라키현의 미호촌과 도카이촌은 요건을 갖추었지만 아직 촌으로 남아 있다.
정촌을 폐지한 뒤 시나 정을 설치하는 경우는 단순히 정촌이 시로, 혹은 정이 촌으로 되는 것과는 다른 개념이다. 설령 시정촌의 이름이 계승되더라도 옛 정촌과 신설되는 시나 정은 별개의 지방공공단체이며 법인격도 이어지지 않는다. 또한 합체·편입·합병과 같은 폐치분합을 통해 새로운 시나 정이 탄생했을 때 시나 정이 되기 위한 요건을 충족했더라도 정이나 촌이 될 수 있다. 구마모토현의 조요촌·하쿠스이촌·구기노촌이 합병하여 미나미아소촌이 탄생했지만 난고 계곡의 자연환경과 농촌의 이미지를 중시하여 정으로 이행하지 않았다.

### 격하
시나 정으로 이행한 후에 요건을 더 이상 충족하지 못하게 되었을 땐 이행 요건과 마찬가지의 절차를 거쳐서 정이나 촌이 될 수 있다. 시가 정촌으로, 정이 촌으로 되면 업무의 일부를 도도부현에 이관할 수 있는데 이는 업무 부담을 줄여주는 장점을 낳는다. 하지만 이러한 업무 부담 경감은 지방교부세의 교부액 경감으로도 이어질 수 있고 공무원의 명함·관공서의 현판 등을 바꾸는 비용이 수반된다는 문제점도 있다.
사실 「지방자치법」은 시정촌 사이에 격의 차이를 두고 있지 않으므로 시가 정촌으로, 정이 촌으로 되는 것을 격하라 표현하는 것은 적절치 않다. 하지만 정촌이 시로, 촌이 정으로 이행하는 것을 격상으로 여기는 분위기는 주민들 사이에서 만연하며 이의 연장선상에서 주민들과 공무원의 동기 부여·애향심·이미지 등을 고려하여 시가 정촌으로, 정이 촌으로 되는 사례는 지금까지 한 번도 없었다. 인구가 5천 명을 밑돌고 있는 홋카이도 우타시나이시와 심각한 재정난을 겪고 있는 홋카이도 유바리시는 모두 정이 되지 않은 채 시의 지위를 유지하고 있다.
이행과 마찬가지로 시나 정을 폐지한 뒤 정이나 촌을 신설해도 옛 시나 정과 새로운 정이나 촌 사이에 아무런 연관성이 없다. 이 경우는 단순하나 격하와 달리 사례가 몇몇 있는데 가나가와현 시부야정의 남부 지역이 후지사와시에 편입된 뒤 남아 있던 시부야정은 시부야촌이 된 것이 대표적이다.
한편 헤이세이 대합병 당시 미야기현 가미군에선 나카니다정·오노다정·미야자키정·시카마정이 합병해서 가미시를 만들고자 한 적이 있었다. 하지만 협의 도중에 시카마정이 계획에서 이탈했고 남은 정끼리 합병해도 정이 되기 위한 요건조차 갖추지 못하게 되었다. 세 개의 정이 합병해서 오히려 하나의 촌이 되는 상황이 되자 주민들은 '유감이다', '꼴사납다' 등 부정적인 반응을 보였다. 결국 미야기현이 조례를 개정하여 가미정으로 합병에 성공할 수 있었다.

## 권능
시정촌은 자치 사무를 수행하기 위해 자치입법권과 자치행정권 등을 가지고 있다. 「지방자치법」은 시정촌 간에 큰 차이를 규정하고 있지는 않다. 다만 똑같은 시라도 인구 규모나 행정 능력에 따라 정령지정도시, 중핵시 등으로 세분화되어 있어 시가 행사할 수 있는 권능에 차이가 있다.
한편 정촌은 조례를 통해 의회를 두지 않고 모든 유권자로 구성된 총회를 설치할 수 있다. 과거에 가나가와현 아시가라시모군 아시노유촌과 도쿄도 하치조 지청 우쓰키촌에 총회가 있었지만 지금은 모두 사라졌다. 2006년에 다중채무로 재정재건단체로 전락한 위기에 처한 나가노현 기소군 오타키촌에서 의회를 없애고 총회를 설치하는 의안이 제기된 적이 있지만 부결됐다.
러시아가 실효 지배하고 있는 홋포 지역에는 6개 촌이 있지만 쿠릴 열도 분쟁이 한창이기에 기초자치체로서의 권능은 가지고 있지 않다. 이 지역에서 호적에 관한 업무는 네무로시가 대행하고 있다.

## 자치체인 정촌과 집락인 정촌
지방공공단체에 해당하는 정촌과 별개로 그 구역내에 집락 혹은 대도시의 가곽에 해당하는 정촌이 존재한다. 이들은 오아자처럼 일부를 제외하곤 법인격을 가지지 않으며 '○○시 ○○정 ○○번지'처럼 주소를 사용할 때 지리상의 구역으로만 사용한다.
통계 등에서 구별할 때는 전자를 행정정·행정촌으로, 후자를 조초라 한다. 주소 표기로서 관공서가 공식적으로 정한 경우나 공식 표기와는 별개로 옛날부터 사용해온 통칭으로 사용되는 경우 등이 있다.
구역명으로의 정촌은 정이 대부분을 차지하고 촌은 비교적 적다. 이들은 대체로 에도 시대의 정촌에서 유래했지만 오랫동안 폐치분합되어 일대일 대응이 되지 않는 경우도 있다. 또한 에도 시대 정촌의 명칭은 현재 오아자로 남아 있기도 하다.
시정촌의 하부조직으로 지역자치구나 합병특례구의 이름이 정으로 된 경우가 있다. 이들은 법인격을 가지고 있으며 특례구처럼 특별지방공공단체에 속하는데 옛날에 독립한 시정촌이었던 경우가 대부분이다.

## 정촌의 발음법
일본어로 정은 초(ちょう) 혹은 마치(まち)라 하며 촌은 손(そん) 혹은 무라(むら)라 한다. 문제는 발음법이 어느 하나로 명확히 규정되어 있지 않다는 점이다. 기본적으로 정촌의 발음은 도도부현 단위에서 통일되는 경향이 있지만 예외도 있다.
정의 발음법은 불규칙한 편인데 간토 지방은 마치, 긴키 지방과 시코쿠 지방은 모두 초를 쓴다. 홋카이도·시즈오카현·야마나시현을 제외한 동일본은 마치의 비중이 높지만 이와테현이나 미야기현은 어느 한 쪽이 일반적이라고 말하기 어려울 정도로 혼재되어 있다. 한편 서일본은 초의 비중이 높은 편인데 규슈 지방은 현마다 마치와 초의 비중이 제각각이다.
촌의 발음법은 가고시마현을 제외한 모든 도도부현에서 통일성이 높다. 동일본에서 긴키 지방까지는 모두 무라를 사용하는데 서일본은 일부에서 손을 쓰는 경우가 있다. 오키나와현은 모두 손을 쓴다.
아래의 표는 정과 촌의 발음법을 정리한 것인데 각 도도부현에서 어느 한 쪽의 비중이 80% 이상일 땐 다수인 발음법만 대표로 표기했다.
| 지방       | 지방        | 도도부현   | 정 | 정                                            | 촌                      | 촌               |
| 지방       | 지방        | 도도부현   | 발음법 | 비고                                          | 발음법                  | 비고             |
| ---------- | ----------- | ---------- | --- | --------------------------------------------- | ----------------------- | ---------------- |
|            | 홋카이도    | 홋카이도   | 초 | 129정 중에서 모리정만 마치                    | 무라                    | 15촌 모두 무라   |
|            | 도호쿠 지방 | 아오모리현 | 마치 | 22정 중에서 오이라세정·난부정·하시카미정만 초 | 무라                    | 8촌 모두 무라    |
| 이와테현   | 도호쿠 지방 | 초         | 시즈쿠이시정·시와정·야하바정·가네가사키정·히라이즈미정·스미타정·오쓰치정·이와이즈미정·히로노정(9개)                  | 5촌 모두 무라                                 | 무라                    |                  |
| 이와테현   | 도호쿠 지방 | 마치       | 구즈마키정·이와테정·니시와가정·야마다정·가루마이정·이치노헤정(6개)                                                   | 5촌 모두 무라                                 | 무라                    |                  |
| 미야기현   | 도호쿠 지방 | 마치       | 미사토정·가미정·마쓰시마정·시치가하마정·가와사키정·무라타정·오가와라정·시바타정·마루모리정·자오정·시치카슈쿠정(11개) | 1촌 모두 무라                                 | 무라                    |                  |
| 미야기현   | 도호쿠 지방 | 초         | 리후정·다이와정·오사토정·와타리정·야마모토정·오나가와정·시카마정·와쿠야정·미나미산리쿠정(9개)                        | 1촌 모두 무라                                 | 무라                    |                  |
| 아키타현   | 도호쿠 지방 | 마치       | 고조메정·하치로가타정·이카와정·후지사토정·우고정·고사카정(6개)                                                       | 3촌 모두 무라                                 | 무라                    |                  |
| 아키타현   | 도호쿠 지방 | 초         | 미사토정·미타네정·핫포정(3개)                                                                                        | 3촌 모두 무라                                 | 무라                    |                  |
| 야마가타현 | 도호쿠 지방 | 마치       | 19정 중에서 가호쿠정만 초                                                                                            | 3촌 모두 무라                                 | 무라                    |                  |
| 후쿠시마현 | 도호쿠 지방 | 마치       | 31정 모두 마치 | 3촌 모두 무라                                 | 무라                    |                  |
|            | 간토 지방   | 마치       | 이바라키현 | 10정 모두 마치                                | 무라                    | 2촌 모두 무라    |
| 도치기현   | 간토 지방   | 마치       | 11정 모두 마치 | 촌이 하나도 없음                              | 촌이 하나도 없음        |                  |
| 군마현     | 간토 지방   | 마치       | 15정 모두 마치 | 무라                                          | 8촌 모두 무라           |                  |
| 사이타마현 | 간토 지방   | 마치       | 22정 모두 마치 | 무라                                          | 1촌 모두 무라           |                  |
| 지바현     | 간토 지방   | 마치       | 16정 모두 마치 | 무라                                          | 1촌 모두 무라           |                  |
| 도쿄도     | 간토 지방   | 마치       | 5정 모두 마치 | 무라                                          | 8촌 모두 무라           |                  |
| 가나가와현 | 간토 지방   | 마치       | 13정 모두 마치 | 무라                                          | 1촌 모두 무라           |                  |
|            | 주부 지방   | 마치       | 니가타현 | 무라                                          | 6정 모두 마치           | 4촌 모두 무라    |
| 도야마현   | 주부 지방   | 마치       | 4정 모두 마치 | 무라                                          | 1촌 모두 무라           |                  |
| 이시카와현 | 주부 지방   | 마치       | 가와키타정·쓰바타정·우치나다정·시카정·나카노토정·아나미즈정(6개)                                                     | 촌이 하나도 없음                              | 촌이 하나도 없음        |                  |
| 이시카와현 | 주부 지방   | 초         | 호다쓰시미즈정·노토정(2개)                                                                                           | 촌이 하나도 없음                              | 촌이 하나도 없음        |                  |
| 후쿠이현   | 주부 지방   | 초         | 8정 모두 초 | 촌이 하나도 없음                              | 촌이 하나도 없음        |                  |
| 야마나시현 | 주부 지방   | 초         | 8정 중 후지카와구치코정만 마치                                                                                       | 무라                                          | 6촌 모두 무라           |                  |
| 나가노현   | 주부 지방   | 마치       | 23정 중에서 아난정만 초                                                                                              | 무라                                          | 35촌 모두 무라          |                  |
| 기후현     | 주부 지방   | 초         | 19정 모두 초 | 무라                                          | 2촌 모두 무라           |                  |
| 시즈오카현 | 주부 지방   | 초         | 12정 중에서 모리정만 마치                                                                                            | 촌이 하나도 없음                              | 촌이 하나도 없음        |                  |
| 아이치현   | 주부 지방   | 초         | 14정 모두 초 | 무라                                          | 2촌 모두 무라           |                  |
|            | 긴키 지방   | 초         | 미에현 | 15정 모두 초                                  | 촌이 하나도 없음        | 촌이 하나도 없음 |
| 시가현     | 긴키 지방   | 초         | 6정 모두 초 |                                               | 촌이 하나도 없음        | 촌이 하나도 없음 |
| 교토부     | 긴키 지방   | 초         | 10정 모두 초 | 무라                                          | 1촌 모두 무라           |                  |
| 오사카부   | 긴키 지방   | 초         | 9정 모두 초 | 무라                                          | 1촌 모두 무라           |                  |
| 효고현     | 긴키 지방   | 초         | 12정 모두 초 | 촌이 하나도 없음                              | 촌이 하나도 없음        |                  |
| 나라현     | 긴키 지방   | 초         | 15정 모두 초 | 무라                                          | 12촌 모두 무라          |                  |
| 와카야마현 | 긴키 지방   | 초         | 20정 모두 초 | 무라                                          | 1촌 모두 무라           |                  |
|            | 주고쿠 지방 | 초         | 돗토리현 | 14정 모두 초                                  | 손                      | 1촌 모두 손      |
| 시마네현   | 주고쿠 지방 | 초         | 10정 중 가와모토정만 마치                                                                                            | 무라                                          | 1촌 모두 무라           |                  |
| 오카야마현 | 주고쿠 지방 | 초         | 10정 모두 초 | 손                                            | 1촌 모두 손             |                  |
| 히로시마현 | 주고쿠 지방 | 초         | 9정 모두 초 | 촌이 하나도 없음                              | 촌이 하나도 없음        |                  |
| 야마구치현 | 주고쿠 지방 | 초         | 6정 모두 초 | 촌이 하나도 없음                              | 촌이 하나도 없음        |                  |
|            | 시코쿠 지방 | 초         | 도쿠시마현 | 15정 모두 초                                  | 손                      | 1촌 모두 손      |
| 가가와현   | 시코쿠 지방 | 초         | 9정 모두 초 | 촌이 하나도 없음                              | 촌이 하나도 없음        |                  |
| 아이치현   | 시코쿠 지방 | 초         | 9정 모두 초 | 촌이 하나도 없음                              | 촌이 하나도 없음        |                  |
| 고치현     | 시코쿠 지방 | 초         | 17정 모두 초 | 무라                                          | 6촌 모두 무라           |                  |
|            | 규슈 지방   | 후쿠오카현 | 마치 | 무라                                          | 30정 중에서 온가정만 초 | 2촌 모두 무라    |
| 사가현     | 규슈 지방   | 초         | 10정 중에서 고호쿠정만 마치                                                                                          | 촌이 하나도 없음                              | 촌이 하나도 없음        |                  |
| 나가사키현 | 규슈 지방   | 초         | 8정 모두 초 | 촌이 하나도 없음                              | 촌이 하나도 없음        |                  |
| 구마모토현 | 규슈 지방   | 마치       | 23정 중에서 아사기리정·야마토정·히카와정만 초                                                                        | 무라                                          | 8촌 모두 무라           |                  |
| 오이타현   | 규슈 지방   | 마치       | 3정 모두 마치 | 무라                                          | 1촌 모두 무라           |                  |
| 미야자키현 | 규슈 지방   | 초         | 14정 모두 초 | 손                                            | 3촌 모두 손             |                  |
| 가고시마현 | 규슈 지방   | 초         | 20정 모두 초 | 무라                                          | 미시마촌·도시마촌(2개)  |                  |
| 가고시마현 | 규슈 지방   | 초         | 20정 모두 초 | 손                                            | 야마토촌·우켄촌(2개)    |                  |
|            | 오키나와현  | 오키나와현 | 11정 모두 초 | 손                                            | 19촌 모두 손            |                  |

## 같이 보기
- 시
  - 일본의 도시 목록
- 정
- 촌
- 시정촌기
- 시정촌의 폐치분합
- 일본 지방자치법
- 지방공공단체
- 도도부현
- 특별구
- 조초
- 오아자
- 고아자